# Pascaline Freiher
Pascaline Freiher (Megève, 11 gennaio 1966) è un'ex sciatrice alpina francese.

## Biografia
Specialista delle prove tecniche figlia di Marie-José Dusonchet, a sua volta sciatrice alpina, Pascaline Freiher debuttò in campo internazionale in occasione dei Mondiali juniores di Sugarloaf 1984 e ai XV Giochi olimpici invernali di Calgary 1988, sua unica presenza olimpica, si classificò 22ª nella combinata e non completò lo slalom speciale. Ottenne il primo piazzamento in Coppa del Mondo il 6 marzo 1988 ad Aspen in slalom speciale arrivando 4ª e tale risultato sarebbe rimasto il migliore della Freiher nel massimo circuito internazionale, nel quale colse l'ultimo piazzamento il 15 gennaio 1989 a Grindelwald in combinata (15ª); ai successivi Mondiali di Vail 1989, suo congedo agonistico, si classificò 10ª sia nello slalom speciale sia nella combinata, suoi unici piazzamenti iridati.

## Palmarès

### Coppa del Mondo
- Miglior piazzamento in classifica generale: 54ª nel 1988